# 波多江伸子
波多江 伸子（はたえ のぶこ、1948年6月10日 - ）は、日本の作家、倫理学研究者。

## 略歴
1948年6月10日、福岡県福岡市に生まれる。西南学院大学文学部を卒業後、九州大学大学院へ進む。倫理学研究者、および作家として、医療倫理や終末期の諸問題をテーマに、公演や執筆、ボランティア活動を行う。自らも、甲状腺ガンの手術や糖尿病を長く患うといった経験があり、患者としての視点も活動に生かしている。
また、患者や医師からの依頼により、治療法などについての話し合いを仲介するコーディネーターを務めたり、遺伝子診断の倫理問題、老人心理、高齢者問題などにも取り組む。1990年、生命の尊さと死をみつめながら、助産婦を目指す若い女性の成長を描いた小説「お産婆カメちゃん」により、NTT薫風（かぜ）ドラマ大賞を受賞。賞金の大半をバングラデシュの識字教育活動に寄付をした。座右の銘は「病気でも健やかに!」。

## 経歴
- 九州大学大学院博士課程倫理学専攻修了
- 九州大学助手
- 久留米大学看護学科非常勤講師
- 西南学院大学文学部社会福祉学科非常勤講師
- 鹿児島大学医学部非常勤講師
- 別府・野口病院医学研究倫理審査委員長
- 福岡市民病院新薬治験審査委員
- 財団法人臨床研究奨励基金治験審査倫理委員
- 日本生命倫理学会評議員

## 著書
- 「モルヒネはシャーベットで」（1992年5月、鎌倉書房　1995年5月、海鳥社）
- 「天使の昇天-ナース堀川民子の生と死」（編著、1992年、海鳥社）「カーテンコールが終わるまで」（1995年5月、海鳥社）
- 「手の空いた昼下がりに-患者という名の人生論」（1995年10月、日本看護協会出版会）
- 「余命6カ月から読む本」（編著、1992年、海鳥社）
- 「スワンソング」（共著、1998年、日本看護協会出版会）